# 广州白云机场铂尔曼大酒店
广州白云机场铂尔曼大酒店（Pullman Guangzhou Baiyun Airport）为位於中国广东省广州市的一家国际品牌五星级机场酒店。位于广州白云国际机场中心位置 ，通过一空中花园与机场出发大厅12号门直连。

## 历史
前身为广州白云机场诺富特大酒店，由广东省机场管理集团公司投资，总投资额约5亿元人民币，建筑面积近60,000平方米，法国雅高酒店管理集团进行管理；于2007年1月8日试运营，同年9月19日正式营业。但由于诺富特在国际上认证为四星级品牌，与酒店定位不符，2009年5月13日诺富特升级为铂尔曼品牌，并更名为广州白云机场铂尔曼大酒店（Pullman Guangzhou Baiyun Airport），2010年5月20日酒店正式挂牌五星级。2015年起连续三年荣获“中国最佳国际机场酒店”殊荣，且2017年同时荣获“世界第二最佳机场酒店”殊荣。

## 酒店特色
- 酒店位于广州白云国际机场中心位置，酒店至机场出发大厅12号门仅需15秒
- 同步显示实时进出港航班信息电子屏
- 24小时可自助办理国内航班登机牌的自助值机
- 采用双层特种隔音玻璃

## 酒店设施
酒店分东西两翼及行政翼，各有七层，共578间客房，其中202间为非吸烟房，包括高级房、豪华房、行政房、豪华套房、行政套房及总统套房。
酒店内设有行政酒廊、Touch SPA水疗中心、健身房、室外游泳池、室外网球场和篮球场、iMac网络天地、旅游信息台、以及一间酒吧（相聚大堂吧）、一间中餐厅（恬园创意中餐厅）、一间日本餐厅（麟·铁板烧）及一间全天候餐厅（U8风味餐厅）。
酒店拥有一间1500平米无立柱式的宴会厅（红棉大宴会厅）及20个灵活多变的会议室，配备会议视听设备、液晶显示屏、投影仪和音响系统，均覆盖无线网络。

## 交通
- 从广州白云国际机场出发大厅12号门步行1分钟可抵达酒店。
- 从广州市区搭乘广州地铁3号线30至45分钟可抵达酒店。
- 从广州火车站搭乘广州地铁3号线40分钟可抵达酒店。
- 从天河商业城搭乘广州地铁3号线40分钟可抵达酒店。
- 从北京路步行街搭乘广州地铁3号线40分钟可抵达酒店。
- 从上下九步行街搭乘广州地铁3号线40分钟可抵达酒店。
- 从广州国际会议展览中心搭乘广州地铁3号线40分钟可抵达酒店。
- 从广东奥林匹克体育中心搭乘广州地铁3号线40分钟可抵达酒店。

## 附近旅游景点
- 九龙湖高尔夫球场